# المنظار
Dextroscope هي بيئة الواقع الافتراضي (VR) صممت لتزويد المحترفين طبياً من أجل فهم أعمق للعلاقات التشريحية ثلاثية الأبعاد المعقدة للمريض و علم الأمراض. على الرغم من أن الغرض الرئيسي المقصود منه هو تمكين الجراحين من التخطيط لإجراء جراحة ( و بخاصة ، جراحة الأعصاب  ) ، فقد برهنت فائدتها أيضًا في الأبحاث المتعلقة بأمراض القلب  ،  الأشعة والتعليم الطبي. و قد صمم Dextroscope ليكون بمثابة تنوع عملي للواقع الافتراضي الذي قدم بديلاً للاتجاه الشائع في الانغمار الكامل في التسعينات. بدلاً من غمر المستخدم بالكامل في واقع افتراضي ، فإنه يغمر فقط أيدي جراح الأعصاب في بيانات المريض. بدأ Dextroscope كمشروع بحثي في منتصف التسعينيات باسم The Virtual Workbench  وبدأ التسويق في عام 2000 بتأسيس شركة Volume Interactions Pte Ltd.
يتيح Dextroscope لمستخدميه التفاعل بشكل حدسي مع مريض افتراضي . يتكون المريض الافتراضي من صور ثلاثية الأبعاد متعددة الوسائط تم إنشاؤها بواسطة الكمبيوترحيث تم الحصول عليها من أي بيانات تصوير مقطعي DICOM تتضمن CT و MRI وMRA و MRV و MRI الوظيفي و CTA و PET وSPECT و Tractography . يمكن أن يعمل مع أي تركيبة متعددة الأشكال ، ويدعم الشبكات المتعددة الأضلاع أيضًا.
يجلس المستخدم في وحدة التحكم التفاعلية Dextroscope 3D ويعالج المريض الافتراضي باستخدام كلتا يديه بطريقة مماثلة لكيفية تعامل الشخص مع كائن حقيقي. باستخدام المرئيات المجسمة التي يتم عرضها عبر المرآة ، يرى مستخدم Dextroscope المريض الظاهري يطفو خلف المرآة ولكن في متناول يديك بسهولة ويستخدم حركات اليد ثلاثية الأبعاد المرنة لتدوير ومعالجة الكائن محل الاهتمام. يسمح Dextroscope بالتجزئة الافتراضية للأعضاء والهياكل ، وإجراء قياسات دقيقة ثلاثية الأبعاد ، إلخ.

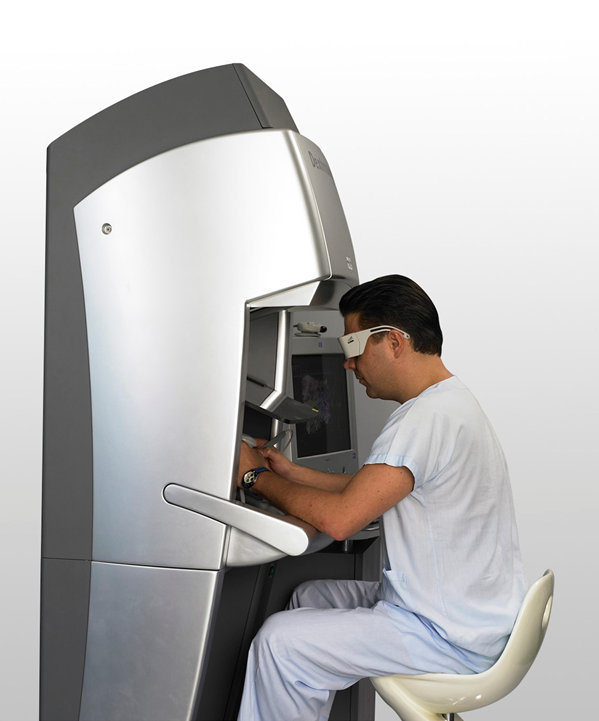
المنظار.

من ناحية ، يمسك المستخدم بمقبض مصمم بشكل مريح مع مفتاح ، عند الضغط عليه ، يسمح بنقل الصورة ثلاثية الأبعاد بحرية كما لو كانت كائنًا مثبتًا في مساحة حقيقية. تحمل اليد الأخرى قلمًا على شكل قلم رصاص يتم استخدامه لتحديد الأدوات من لوحة تحكم افتراضية وإجراء عمليات وعمليات تفصيلية على الصورة ثلاثية الأبعاد. لا يرى المستخدم القلم أو المقبض أو يديه مباشرة ، حيث يكون مخفيًا خلف سطح المرآة. وبدلاً من ذلك ، فإنه يرى مقبضًا افتراضيًا وقلمًا مُعايرًا للظهور في نفس الوضع تمامًا مثل المقبض والقلم الحقيقيين. يمكن تحديد نهاية العمل للمقبض الظاهري ليكون أي شيء يمكن للبرنامج إنشاؤه - أداة الحفر ، أداة القياس ، القاطع ، إلخ. أظهرت التجربة أنه من غير الضروري وضع نموذج ليد المستخدم ، شريطة أن يتمكن من رؤية الأدوات الحقيقية والشعور بها وأن هذه التصورات تتطابق مع المشهد الافتراضي. هذا مفيد للغاية لأن الأيدي كانت ستسبب فوضى في مكان العمل وتحجب رؤية الهدف محل الاهتمام.
أحد استخدامات Dextroscope هو السماح للجراحين بالتفاعل مع المريض الافتراضي ومعالجته وتخطيط المسار الجراحي المثالي - على سبيل المثال ، من خلال محاكاة وجهات النظر بين العمليات أو إزالة العظام والأنسجة الرخوة. بصرف النظر عن كونها أسرع بكثير في العمل بهذه الطريقة من استخدام الماوس ولوحة المفاتيح ، فإن هذا النهج يوفر أيضًا للأخصائي الطبي ، عادةً الجراح ، درجة أكبر من التحكم في الصورة ثلاثية الأبعاد - مع القدرة على الوصول إلى الداخل حرفياً للتلاعب الصورة الداخلية.

## التلاعب بالمريض الظاهري - مجموعات أدوات الواقع الافتراضي
يوفر Dextroscope مجموعة شاملة من الأدوات الافتراضية التي يمكن استخدامها لمعالجة الصورة ثلاثية الأبعاد. على سبيل المثال ، هناك أدوات مخصصة لإجراء تجزئة البيانات لاستخراج الهياكل ذات الصلة الجراحية مثل القشرة أو الورم ،  استخراج الأوعية الدموية ،  ضبط لون وشفافية الهياكل المعروضة لرؤية عميقة داخل المريض وحتى محاكاة بعض العمليات الجراحية - مثل إزالة العظام باستخدام أداة حفر جمجمة محاكاة.
الهياكل النموذجية التي يمكن تجزئتها هي الأورام والأوعية الدموية وتمدد الأوعية الدموية وأجزاء من قاعدة الجمجمة والأعضاء. يتم التقسيم إما تلقائيًا (عندما يتم تحديد الهياكل بوضوح من خلال كثافة الصورة البارزة - مثل القشرة) أو من خلال تفاعل المستخدم (باستخدام على سبيل المثال أداة تحديد لتحديد مدى البنية يدويًا). تسمح أداة «اختيار» افتراضية للمستخدم باختيار كائن مجزأ وفصله من محيطه لفحص أوثق. توفر أداة القياس قياسًا دقيقًا للهياكل ثلاثية الأبعاد المستقيمة والمنحنية مثل فروة الرأس ، وزوايا القياس ، مثل تلك الموجودة بين الأوعية أو الهياكل العظمية (على سبيل المثال ، عند التخطيط لإدخال لولب في العمود الفقري).

## تخطيط جراحة المخ والأعصاب - دراسات الحالة والتقييمات
تم الإبلاغ عن استخدام Dextroscope للعديد من السيناريوهات السريرية للجراحة العصبية.
- التشوهات الشريانية الوريدية الدماغية 
- تمدد الأوعية الدموية 
- تخفيف ضغط العصب القحفي (في حالات الألم العصبي الثلاثي التوائم وتشنج نصف الوجه) 
- أورام سحائية (محدبة أو فالسين أو طفيلي) 
- أورام البطانة العصبية أو أورام البطانة الفرعية 
- الفصل التوأم القحفي 
- طرق عبر الأنف 
- نهج ثقب المفتاح 
- الصرع 
- ومجموعة كبيرة ومتنوعة من أورام الدماغ والقاعدة العميقة  ( أورام الغدة النخامية ، والأورام القحفية البلعومية ، والخراجات العنكبوتية ، والخراجات الغروانية ، والأورام الكهفية  ،  ، ورم أرومي وعائي ، وأورام البشرة ، والأورام الدبقية ،  الأورام schwannomas ، وتضيق القناة المائية ، وتضيق الثقبة مونرو ، وتصلب الحصين ).
لم يتم تقييم الدماغ فحسب ، بل تم أيضًا تقييم أمراض العمود الفقري مثل كسور العمود الفقري العنقي ، ورم النخاعي ، والأورام العصبية لجذر العصب العجزي .
للاستخدامات الأخرى لمنظار Dextroscope في جراحة الأعصاب ، راجع.

## التخصصات الجراحية الأخرى
تم تطبيق منظار Dextroscope أيضًا خارج جراحة الأعصاب لفائدة أي مريض يواجه تحديًا جراحيًا: تعقيد تشريحي أو بنيوي يتطلب تخطيط النهج الجراحي (أو التداخلي) ، على سبيل المثال ، الأنف والأذن والحنجرة  جراحة العظام والكسور والوجه القحفي  ،  أمراض القلب  وجراحة الكبد.

## المنظار و التصوير التشخيصي
Dextroscope ليس للجراحين فقط - يمكن لأطباء الأشعة الاستفادة منه أيضًا. أدى النمو السريع في بيانات التصوير التشخيصي متعدد الوسائط المتاحة بشكل روتيني إلى زيادة عبء العمل بشكل كبير. باستخدام Dextroscope ، يمكن لأطباء الأشعة إعادة بناء نماذج متعددة الوسائط من كميات كبيرة من شرائح ثنائية الأبعاد - وبالتالي تسهيل فهم أفضل للتركيبات التشريحية ثلاثية الأبعاد والمساعدة في التشخيص.
علاوة على ذلك ، تساعد بيئة الواقع الافتراضي Dextroscope على سد الفجوة بين الأشعة والجراحة - من خلال السماح لطبيب الأشعة بالتظاهر بسهولة للجراحين الهياكل ثلاثية الأبعاد بطريقة يعرفها الجراحون. </br> هذه القدرة التوضيحية تجعلها مفيدة أيضًا كقاعدة لمعلمي الطب لنقل المعلومات ثلاثية الأبعاد للطلاب. من أجل الوصول إلى مجموعة أكبر من الأشخاص في الفصل الدراسي أو القاعة ، تم تصنيع نسخة تسمى Dextrobeam .
تم تثبيت Dextroscope (من بين المؤسسات الطبية والبحثية الأخرى) في:
| مؤسسة طبية / بحثية                                                           | الاستخدام الرئيسي                            |
| ---------------------------------------------------------------------------- | -------------------------------------------- |
| مستشفى هيرسلاندن (زيورخ ، سويسرا)                                            | جراحة الاعصاب                                |
| مستشفى جامعة سانت لويس (سانت لويس ، الولايات المتحدة الأمريكية)              | جراحة الاعصاب                                |
| المركز الطبي بجامعة ستانفورد (سان فرانسيسكو ، الولايات المتحدة الأمريكية)    | جراحة المخ والأعصاب وجراحة الوجه والفكين     |
| مستشفى جونز هوبكنز (بالتيمور ، الولايات المتحدة الأمريكية)                   | بحوث الأشعة                                  |
| مدرسة روتجرز نيوجيرسي الطبية (نيوارك ، الولايات المتحدة الأمريكية)           | جراحة المخ والأعصاب ، الأنف والأذن والحنجرة  |
| مستشفى جامعة بنسلفانيا (فيلادلفيا ، الولايات المتحدة الأمريكية)              | جراحة المخ والأعصاب والأشعة القلبية الوعائية |
| مركز ويل كورنيل للدماغ والعمود الفقري (نيويورك ، الولايات المتحدة الأمريكية) | جراحة الاعصاب                                |
| جامعة يوهانس جوتنبرج ماينز (ألمانيا)                                         | جراحة المخ والأعصاب والتعليم الطبي           |
| مستشفى ديل مار (برشلونة ، إسبانيا)                                           | جراحة الاعصاب                                |
| جامعة كاثوليك دو لوفان ، كلينيكات يونيفرسيتيريس سانت لوك (بروكسل ، بلجيكا)   | جراحة الاعصاب                                |
| Istituto Neurologico C. Besta (ميلان ، إيطاليا)                              | جراحة الاعصاب                                |
| مستشفى رويال لندن (لندن ، المملكة المتحدة)                                   | جراحة الاعصاب                                |
| كلية الطب ، جامعة برشلونة (برشلونة ، إسبانيا)                                | بحوث جراحة المخ والأعصاب وجراحة الأعصاب      |
| Inselpital (برن ، سويسرا)                                                    | ENT                                          |
| كلية الطب ، جامعة سبليت (سبليت ، كرواتيا)                                    | بحوث الفسيولوجيا العصبية                     |
| المعهد الوطني لعلم الأعصاب (سنغافورة)                                        | جراحة الاعصاب                                |
| معهد سينابسي (سنغافورة)                                                      | بحوث جراحة المخ والأعصاب                     |
| مستشفى أمير ويلز (هونج كونج)                                                 | جراحة المخ والأعصاب وجراحة العظام            |
| مستشفى هوا شان (شنغهاي ، الصين)                                              | جراحة الاعصاب                                |
| مركز تدريب الجراحة المتقدمة بالمستشفى الجامعي الوطني (سنغافورة)              | التعليم الطبي                                |
| جامعة فوجيان الطبية (فوتشو ، الصين)                                          | جراحة المخ والأعصاب وجراحة الوجه والفكين     |

كان Dextroscope و Dextrobeam من منتجات شركة Volume Interactions Pte Ltd (عضو مجموعة Bracco Group ) ، وهي شركة منبثقة من معهد أبحاث Kent Ridge Digital Labs في سنغافورة. وقد حصلوا على تصريح من هيئة الغذاء والدواء الأمريكية FDA 510 (K) - الفئة الثانية (2002) ، علامة CE - الفئة الأولى (2002) ، تسجيل SFDA الصيني - الفئة الثانية (2004) وتايوان التسجيل - النوع P (الأشعة) (2007). .